# Trichoplusia daubei
Trichoplusia daubei là một loài bướm đêm trong họ Noctuidae.